# Evan Lysacek
Evan Frank Lysacek (ur. 4 czerwca 1985 w Chicago) – amerykański łyżwiarz figurowy, startujący w konkurencji solistów. Mistrz olimpijski z Vancouver (2010) i uczestnik igrzysk olimpijskich (2006), mistrz świata (2009), dwukrotny mistrz czterech kontynentów (2005, 2007), zwycięzca finału Grand Prix (2008) oraz dwukrotny mistrz Stanów Zjednoczonych (2007, 2008).

## Kariera
Dorastał w Naperville niedaleko Chicago, treningi łyżwiarskie rozpoczął w wieku 8 lat, pierwszy juniorski tytuł mistrza USA zdobył w 1996. W 2001 zakwalifikował się do finału Grand Prix juniorów, w którym zajął 8. miejsce. W tym samym roku w mistrzostwach świata juniorów uplasował się na 2. miejscu, przegrywając jedynie z rodakiem Johnnym Weirem, a w debiucie w mistrzostwach USA seniorów uplasował się na 12. miejscu. Po słabszym sezonie 2001/2002 w kolejnych latach odniósł szereg sukcesów juniorskich - był wicemistrzem świata jeszcze dwukrotnie (2003, 2004), w 2004 wygrał finał Grand Prix juniorów (w 2003 był 5. w tej imprezie). Rozpoczął również starty międzynarodowe wśród seniorów, zajmując w 2003 10. miejsce w mistrzostwach czterech kontynentów. 
W 2004 Lysacek zdobył brązowy medal w mistrzostwach czterech kontynentów, w mistrzostwach USA zajął 5. miejsce. Rok później w mistrzostwach czterech kontynentów okazał się najlepszy, a w mistrzostwach świata i mistrzostwach USA plasował się na najniższym stopniu podium. W 2006 ponownie zdobył brąz mistrzostw świata, w rywalizacji krajowej był drugi (za Weirem); na olimpiadzie w Turynie zmagał się z grypą żołądkową, ale zdołał po słabszym programie krótkim (10. miejsce) awansować tuż za podium, kończąc rywalizację na 4. miejscu.
W sezonie 2006/2007 wygrał zawody Grand Prix w Chinach, był 2. w Skate America, czym zapewnił sobie awans do finału Grand Prix. W finale Grand Prix nie wystąpił jednak z powodu kontuzji. W 2007 zdobył także po raz pierwszy mistrzostwo kraju oraz ponownie zwyciężył w mistrzostwach czterech kontynentów.

### Inne
Jest wyznawcą greckiego prawosławia. 
W 2010 roku Lysacek brał udział w 10. edycji amerykańskiego programu Dancing with the Stars w parze z Anną Trebunskają. Zajęli drugie miejsce przegrywając w finale z parą Nicole Scherzinger / Derek Hough.

## Osiągnięcia
| Zawody                                | 98–99          | 99–00          | 00–01          | 01–02          | 02–03          | 03–04          | 04–05          | 05–06          | 06–07          | 07–08          | 08–09          | 09–10          |                |                |                |                |                |
| Międzynarodowe                        | Międzynarodowe | Międzynarodowe | Międzynarodowe | Międzynarodowe | Międzynarodowe | Międzynarodowe | Międzynarodowe | Międzynarodowe | Międzynarodowe | Międzynarodowe | Międzynarodowe | Międzynarodowe | Międzynarodowe | Międzynarodowe | Międzynarodowe | Międzynarodowe | Międzynarodowe |
| ------------------------------------- | -------------- | -------------- | -------------- | -------------- | -------------- | -------------- | -------------- | -------------- | -------------- | -------------- | -------------- | -------------- | -------------- | -------------- | -------------- | -------------- | -------------- |
| Igrzyska olimpijskie                  |                |                |                |                |                |                |                | 4              |                |                |                | 1              |                |                |                |                |                |
| Mistrzostwa Świata                    |                |                |                |                |                |                | 3              | 3              | 5              |                | 1              |                |                |                |                |                |                |
| Mistrzostwa Czterech Kontynentów      |                |                |                |                | 10             | 3              | 1              |                | 1              | 3              | 2              |                |                |                |                |                |                |
| GP Finał Grand Prix                   |                |                |                |                |                |                |                |                | WD             | 3              |                | 1              |                |                |                |                |                |
| GP Cup of China                       |                |                |                |                |                |                |                |                | 1              | 2              |                | 2              |                |                |                |                |                |
| GP NHK Trophy                         |                |                |                |                |                |                |                | 2              |                |                |                |                |                |                |                |                |                |
| GP Cup of Russia                      |                |                |                |                |                |                | 5              |                |                |                |                |                |                |                |                |                |                |
| GP Skate America                      |                |                |                |                |                |                | 5              | 2              | 2              | 2              | 3              | 1              |                |                |                |                |                |
| GP Skate Canada International         |                |                |                |                |                |                |                |                |                |                | 3              |                |                |                |                |                |                |
| Międzynarodowe: Kategorie młodzieżowe |                |                |                |                |                |                |                |                |                |                |                |                |                |                |                |                |                |
| Mistrzostwa Świata Juniorów           |                |                | 2              |                | 2              | 2              |                |                |                |                |                |                |                |                |                |                |                |
| JGP Finał                             |                |                | 8              |                | 5              | 1              |                |                |                |                |                |                |                |                |                |                |                |
| JGP w Chorwacji                       |                |                |                |                |                | 1              |                |                |                |                |                |                |                |                |                |                |                |
| JGP we Francji                        |                |                |                |                | 2              |                |                |                |                |                |                |                |                |                |                |                |                |
| JGP w Japonii                         |                |                |                |                |                | 1              |                |                |                |                |                |                |                |                |                |                |                |
| JGP w Kanadzie                        |                | 7              |                |                | 2              |                |                |                |                |                |                |                |                |                |                |                |                |
| JGP w Niemczech                       |                |                | 2              |                |                |                |                |                |                |                |                |                |                |                |                |                |                |
| JGP w Norwegii                        |                |                | 2              |                |                |                |                |                |                |                |                |                |                |                |                |                |                |
| JGP w Szwecji                         |                | 1              |                |                |                |                |                |                |                |                |                |                |                |                |                |                |                |
| Gardena Spring Trophy                 |                | 2 J            |                |                |                |                |                |                |                |                |                |                |                |                |                |                |                |
| Triglav Trophy                        |                |                |                | 1 J            |                |                |                |                |                |                |                |                |                |                |                |                |                |
| Krajowe                               |                |                |                |                |                |                |                |                |                |                |                |                |                |                |                |                |                |
| Mistrzostwa Stanów Zjednoczonych      | 1 N            | 1 J            | 12             | 12             | 7              | 5              | 3              | 2              | 1              | 1              | 3              | 2              |                |                |                |                |                |
| Midwestern Sectional                  | 2 N            | 2 J            | 3              | 2              | 1              |                |                |                |                |                |                |                |                |                |                |                |                |
| Upper Great Lakes Regionals           | 2 N            |                |                | WD             | 1              |                |                |                |                |                |                |                |                |                |                |                |                |
| Zawody zespołowe                      |                |                |                |                |                |                |                |                |                |                |                |                |                |                |                |                |                |
| World Team Trophy                     |                |                |                |                |                |                |                |                |                | 3 T 1 P        |                |                |                |                |                |                |                |
| Japan Open                            |                |                |                |                |                |                |                |                |                |                | 1 T 1 P        |                |                |                |                |                |                |

## Nagrody i odznaczenia
- Amerykańska Galeria Sławy Łyżwiarstwa Figurowego – 2016[4]